# Brownea grandiceps
O chapéu-de-sol ou sol-da-mata (Brownea grandiceps Jacq.) é uma árvore pertencente à subfamília Caesalpinioideae, da família das fabáceas.